# Heliocopris samson
Heliocopris samson là một loài bọ cánh cứng trong họ Bọ hung (Scarabaeidae).